# Kasimir von Lütgendorf
Kasimir Dominik von Lütgendorf (n. 31 decembrie 1862, Graz – d. 28 iulie 1958) a fost unul dintre generalii Armatei Austro-Ungare din Primul Război Mondial. 
A îndeplinit funcția de comandant al Corpului XXI Armată în campania acestuia din România, având gradul de general-locotenent.